# D26 (Haute-Marne)
De D26 is een departementale weg in de Franse departement Haute-Marne. De weg loopt van Bourbonne-les-Bains via Villegusien-le-Lac naar de D21 nabij Leuchey.